# Astíoc
Astioc (en llatí Astyochus, en grec antic Ἀστύοχος "Astyokhos") fou un navarc (almirall) espartà.
L'estiu del 412 aC va succeir al capdavant de la flota a Melàncrides, un any després de la greu derrota atenenca a Sicília. Es va presentar a Quios amb 4 vaixells on va establir la seva base per la conquesta de Lesbos, però els atenencs es van apoderar de l'illa de Quios.
Astioc va voler fer un segon intent però els habitants de l'illa, dirigits per un capità esparta, Pedàrit, el van obligar a retirar-se. Astioc va establir la seu del seu comandament a Milet i des d'allà va renovar el tractat amb Pèrsia. Havia rebut ordres de matar a Alcibíades, potser quan va arribar a Milet, però aquest s'havia refugiat al costat del sàtrapa Tisafernes. i va renunciar a tot intent. A més, quan es va assabentar dels propòsits de Frínic d'actuar contra Alcibíades, el va trair i va informar Alcibíades de les conspiracions. Llavors va entrar en negociacions amb el sàtrapa, al que també va informar.
A l'hivern del 412 aC el van fer anar al Peloponès per unir-se a la flota espartana, i en arribar va presentar acusació contra Pedàrit. No va ser molt actiu en el comandament i se sospita que estava a sou dels perses. Una de les poques coses que va aconseguir va ser la conquesta de Rodes l'any 411 aC i després va retornar a Milet.
La inactivitat va fer créixer el descontentament dels soldats, sobretot els siracusans, i va esclatar un motí. Això va obligar a la seva destitució (411 aC). El va substituir Mindar (Mindaros) i Astioc va tornar a casa. Allí va ser testimoni del siracusà Hermòcrates en el judici que aquest havia instat contra el sàtrapa Tisafernes.